# Tasià

El Tasià o cultura tasiana és un període cultural del predinàstic egipci, que mostra influències de la cultura de Maadi i que va precedir la cultura badariana. És pròpia de l'Egipte mitjà i l'alt Egipte.